# Elmaualm
Die Elmaualm ist eine ehemalige Almhütte im Salzburger Tennengebirge, die nunmehr zur Schutzhütte umgebaut wurde. Der Salzburger Bergsportclub Bischofshofen ist Pächter der Hütte. Diese wird im Sommer abwechselnd von Vereinsmitgliedern wochenweise ehrenamtlich bewirtschaftet, sie bietet für 20 Bergsteiger auch Übernachtungsmöglichkeiten.

## Lage
Die Hütte liegt auf 1533 m ü. A. Höhe auf der Südseite des Tennengebirges im Pongau auf dem Gemeindegebiet von Werfenweng. Sie ist einfach und schnell erreichbar, und Ausgangspunkt für Bergtouren im Bereich der oberhalb gelegenen Werfener Hütte. Auf der Sonnenterrasse der Hütte bietet sich ein Ausblick zum Werfener Hochthron im Norden, östlich zu Eiskogel, Tauernkogel sowie Dachstein, und auf der Südseite steht der eindrucksvolle Alpenhauptkamm mit seinen gletscherbedeckten Dreitausendern.

## Zugänge
- von der Wengerau (995 m, Parkplatz, bei Werfenweng) über den Gasthof Gamsblick, Gehzeit: 1½ Stunden
- vom Unterholzbauern (1100 m, Parkplatz, bei Pfarrwerfen) über Mahdegg-Alm und Tanzboden, Gehzeit: 2 Stunden
- vom Gasthaus Samerhof (950 m, Parkplatz, bei Werfenweng) über Zistelbergleiten, Gehzeit: 1½ Stunden
- von Lampersbach (900 m, bei Werfenweng) über Faistenberggut, Gehzeit: 1½ Stunden

## Übergänge
- Werfener Hütte (1970 m) über Tanzboden, Gehzeit: 1¼ Stunden
- Edelweißerhütte (2350 m) über Werfener Hütte, Gehzeit: 2½ Stunden
- Mahdegg-Alm (1200 m) über Tanzboden, Gehzeit: 1½ Stunden
- Söldenhütte (1530 m) über Wengerau, Gehzeit: 2½ Stunden

## Gipfelbesteigungen
- Werfener Hochthron (2364 m), Schwierigkeitsgrad II, Gehzeit: 2½ Stunden
- Raucheck (2432 m), mittel, über Werfener Hütte und Thronleiter, Gehzeit: 3½ Stunden